# Daniel Schweizer
Daniel Schweizer (* 24. März 1959 in Genf) ist ein Schweizer Dokumentarfilmer. Themen seiner Filme sind vornehmlich rassistisch motivierte Gewalt und Rassismus. Sein bisher bekanntester Film ist „Skinhead Attitude“, in dem er sich mit dem Wandel und dem Missbrauch der Skinhead-Kultur auseinandersetzt.

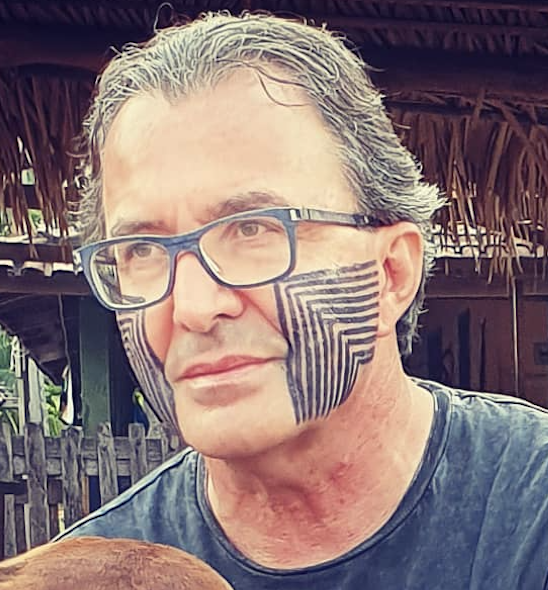
Daniel Schweizer, 2024

## Filmographie
- 2016: Trading Paradise (Dokumentarfilm)
- 2009: Dirty Paradise (Dokumentarfilm)
- 2005: White Terror (Dokumentarfilm)
- 2003: Skinhead Attitude (Dokumentarfilm)
- 2000: Helldorado (Dokumentarfilm)
- 1998: Skin or die (Dokumentarfilm)
- 1995: Sylvie (Dokumentarfilm)
- 1993: Vivre Avec (Dokumentarfilm)
- 1988: Dernier Amour (Kurzfilm)